# Bleach (sezonul 16)
Bleach Sezonul 16 – Agentul Pierdut (2011-2012)
Episoadele din sezonul șaisprezece al seriei anime Bleach se bazează pe seria manga Bleach de Tite Kubo. Sezonul șaisprezece din Bleach, serie de anime, este regizat de Noriyuki Abe și produs de Studioul Pierrot și TV Tokyo și a început să fie difuzat pe data de 11 octombrie 2011 la TV Tokyo și s-a încheiat la data de 27 martie 2012.
Episoadele din sezonul șaisprezece al seriei anime Bleach fac referire șaptesprezece luni mai târziu după ce Ichigo Kurosaki și-a pierdut puterile sale de shinigami și întâlnindu-se cu un om cunoscut sub numele de Kugo Ginjo care îi propune să i le recupereze.

## Lista episoadelor
| Nr. Ep. Original | Nr. Ep. Serie | Nr. Ep. Sezon | Titlu                                                                         | Apariție          |
| ---------------- | ------------- | ------------- | ----------------------------------------------------------------------------- | ----------------- |
| 343              | 343           | 1             | Elev în anul trei de liceu! Îmbrăcare, începe un nou capitol!                 | 11 octombrie 2011 |
| 344              | 344           | 2             | O dispută la școală!? Ichigo și Ishida, luptă împreună!                       | 25 octombrie 2011 |
| 345              | 345           | 3             | Uryu e atacat, o nouă amenințare se apropie de prieteni!                      | 31 octombrie 2011 |
| 346              | 346           | 4             | Omul cu abilitatea fullbring: Kugo Ginjo                                      | 1 noiembrie 2011  |
| 347              | 347           | 5             | Un pericol care se apropie de familia Kurosaki!? Confuzia lui Ichigo!         | 8 noiembrie 2011  |
| 348              | 348           | 6             | Puterea permisului de luptă, mândria lui Ichigo!                              | 15 noiembrie 2011 |
| 349              | 349           | 7             | Următoarea țintă! Mâna lui Diavol se îndreaptă spre Orihime!                  | 22 noiembrie 2011 |
| 350              | 350           | 8             | Cel care l-a ucis pe reprezentantul shinigami!? Tsukishima se pune în mișcare | 29 decembrie 2011 |
| 351              | 351           | 9             | Fullbring, puterea detestată!                                                 | 6 decembrie 2011  |
| 352              | 352           | 10            | Tsukishima atacă! Antrenamentul a fost întrerupt brusc                        | 13 decembrie 2011 |
| 353              | 353           | 11            | Ichigo, stăpânind fullbring!                                                  | 20 decembrie 2011 |
| 354              | 354           | 12            | Ichigo vs. Ginjo! În spațiul jocului                                          | 27 decembrie 2011 |
| 355              | 355           | 13            | Shinigami în război! Seireitei special de anul nou!                           | 10 ianuarie 2012  |
| 356              | 356           | 14            | Prieten sau dușman!? Adevăratele intenții ale lui Ginjo!                      | 17 ianuarie 2012  |
| 357              | 357           | 15            | Abilitatea lui Tsukishima, pericolul se apropie!                              | 24 ianuarie 2012  |
| 358              | 358           | 16            | Ciocnire!? Xcution îl atacă pe Ginjo                                          | 31 ianuarie 2012  |
| 359              | 359           | 17            | Lupta plină de tristețe! Ichigo vs. Sado și Orihime                           | 7 februarie 2012  |
| 360              | 360           | 18            | Ichigo vs. Uryu!? Cine e trădătorul!?                                         | 14 februarie 2012 |
| 361              | 361           | 19            | O nouă apariție! Cele 13 brigăzi, sosesc!                                     | 21 februarie 2012 |
| 362              | 362           | 20            | Înviere! Shinigami reprezentant: Ichigo Kurosaki!                             | 28 februarie 2012 |
| 363              | 363           | 21            | Luptă feroce! Shinigami vs. xcution!                                          | 6 martie 2012     |
| 364              | 364           | 22            | Zbucium disperat!? Amintirile perturbate ale lui Byakuya                      | 13 martie 2012    |
| 365              | 365           | 23            | Ichigo vs. Ginjo! Secretul permisului de luptă                                | 20 martie 2012    |
| 366              | 366           | 24            | Istorie schimbătoare, inimă de neclintit                                      | 27 martie 2012    |